# Clyomys bishopi
Clyomys bishopi es una especie de roedor de la familia Echimyidae.

## Distribución geográfica
Se encuentra en Sudamérica: Brasil.